# Тэ (чжуинь)

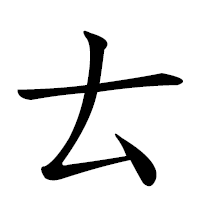
Тэ

Тэ, тхэ — шестая буква алфавита чжуинь, обозначает придыхательный глухой альвеолярный взрывной согласный /th/. В слоге может быть только инициалью (кит.声 — шэн), как инициаль образует 19 слогов.
| ㄊ                  | ㄊ                  | ㄊ                   | ㄊ                    |
| ------------------- | ------------------- | -------------------- | --------------------- |
| ㄊㄚ — ta — та      | ㄊㄞ — tai — тай    | ㄊㄢ — tan — тань    | ㄊㄤ — tang — тан     |
| ㄊㄠ — tao — тао    | ㄊㄜ — te — тэ      | ㄊㄥ — teng — тэн    | ㄊㄧ — ti — ти        |
| ㄊㄧㄠ — tiao — тяо | ㄊㄧㄝ — tie — те   | ㄊㄧㄢ — tian — тянь | ㄊㄧㄥ — ting — тин   |
| ㄊㄨㄛ — tuo — то   | ㄊㄡ — tou — тоу    | ㄊㄨ — tu — ту       | ㄊㄨㄢ — tuan — туань |
| ㄊㄨㄟ — tui — туй  | ㄊㄨㄣ — tun — тунь | ㄊㄨㄥ — tong — тун  |                       |